# Arcidiecéze varmijská
Arcidiecéze varmijská (latinsky Archidioecesis Varmiensis) je římskokatolická metropolitní arcidiecéze v Polsku, která je centrem varmijské církevní provincie. Jejími sufragánními diecézemi jsou Diecéze elbląžská a Diecéze ełcská.

## Stručná historie
Papež Řehoř IX. v roce 1234 svěřil teritorium obývané pohanskými Prusy Řádu německých rytířů a o několik let později, v červenci 1243 papežský legát Vilém z Modeny zřídil čtyři nové diecéze: varmijskou, chulmskou, pomesanskou a sambijskou. V době luteránské reformy se varmijská diecéze stala ostrůvkem německy mluvícího katolicismu uprostřed protestantské většiny v Prusku a Pobaltí. Proto od roku 1617 biskupové varmijšítí spravovali také diecézi sambijskou. V letech 1578/1579 byl v Braunsbergu založen papežský seminář, obdoba olomouckého Collegia Nordica. V roce 1752 dostali biskupové varmijští prváo palia a procesního arcibiskupského kříže, protože od zániku rižského arcibiskupství byli bezprostředně podřízeni Svatému stolci. Až v roce 1930 se Varmie stala sufragánní diecézí vratislavské metropole. Po druhé světové válce německý biskup Maximilian Kaller nejprve zůstal v diecézzi, ale nakonec ji na výzvu kardinála Hlonda opustil a v roce 1947 zemřel v Německu. V exilu ovšem setrvávala i katedrální kapitula, která volila kapitulní vikáře. Ti ovšem nemohli vykonávat svou jurisdikci, protože nežili v diecézi. Situaci vyřešil Svatý Stolec, která roku 1972 jmenoval poské biskupa varmijského, a pro Němce z této diecéze v exilu jmenoval apoštolského vizitátora. SOučasně se Varmi stala sufragánní vůči varšavské metropoli. V rámci reorganizace polské diecézní struktury papež Jan Pavel II. vydal dne 25. března 1992 bulu Totus Tuus Poloniae populus, kterou diecézi varmijskou povýšil na metropolitní arcidiecézi a vytvořil její církevní provincii.